# Macroveliidae
Famille
Les Macroveliidae sont une famille d'insectes hémiptères semi-aquatiques du sous-ordre des hétéroptères (punaises). Elle ne comprend que trois genres monotypiques, avec une espèce chacun, du continent américain, ainsi qu'un quatrième genre fossile, européen. 

## Description
Il s'agit de punaises avec des antennes visibles de quatre articles, et un corps avec une pubescence ventrale hydrofuge, dense et soyeuse. Leur scutellum est caché par le pronotum (contrairement aux Hebridae et aux Mesoveliidae) chez Macrovelia, mais le pronotum est tronqué chez Oravelia et Chepuvelia. Les griffes sont insérées à l'apex des tarses, contrairement aux Veliidae et au Gerridae. La tête n'est pas distinctement prolongée en arrière des yeux, au contraire des Hydrometridae: la partie postoculaire est inférieure au diamètre d'un œil. Les ailes antérieures ont six cellules fermées. Les ocelles sont présentes chez Macrovelia, réduites chez Oravelia, et absente chez Chepuvelia. Le rostre atteint les hanches médianes. Macrovelia est macroptère ou brachyptère, Oravelia et Chepuvelia aptères. Ces punaises mesurent entre 2 et 6 mm,.

## Répartition
Ces trois espèces se rencontrent dans le Nouveau-Monde, deux dans la zone néarctique, de l'Ouest des États-Unis (Macrovelia et Oravelia), et une (Chepuvelia) dans la zone néotropicale, au Sud du Chili. 
Macrovelia horni a été signalée de Californie, Arizona, Washington, Colorado, Utah, et du Mexique. Macrovelia sp. a également été signalée du Texas.   
Oravelia pege est endémique de Californie. Chepuvelia usingeri est endémique du Chili, sans aucun parent dans les pays voisins.  
Deux Macroveliidae sp. ont été signalées de Jamaïque.  

## Biologie et habitat
Les Macroveliidae habitent les endroits humides généralement le long de cours d'eau, rarement sur l'eau. 
Ces punaises sont carnivores, prédatrices ou nécrophages, suçant les fluides de petits invertébrés. 
Chez Macrovelia hornii, les œufs ont été trouvés collés dans de la mousse sur des rochers humides ou secs, de mi-février à mi-août. Les juvéniles au stade I à III ont été observés à partir de mai, au stade IV à partir de début juin. Ce sont les adultes qui hivernent. L'espèce semble univoltine. 

## Systématique
La famille des Macroveliidae a été définie pour le genre Macrovelia, pour le distinguer des Veliidae dans lequel il était initialement classé, car contrairement à ces dernières, il a les griffes insérées à l'apex du tarse. Elle est généralement acceptée aujourd'hui.  
Andersen a classé cette famille, dans son étude de la phylogénie des Gerromorpha de 1982, dans la super-famille des Hydrometroidea, avec les Hydrometridae et les Paraphrynoveliidae. Des études plus récentes de Daamgard ont estimé que cette super-famille serait paraphylétique. Selon lui, les Macroveliidae et les Paraphynoveliidae forment ensemble un groupe frère des Veliidae+Gerridae, ensemble séparé du groupe des Hydrometridae+Hermatobatidae+Hebridae. La monophylie du groupe Macroveliidae+Paraphrynoveliidae a été confirmée, et, vu le peu de critère permettant de les séparer, Damgaard a proposé que ces deux familles seraient des synonymes.  
Au niveau générique, Andersen a constaté que Macrovelia et Oravelia étaient si proches qu'il n'était pas certain qu'elles méritent deux genres distincts. 

## Liste des genres et espèces
Selon BioLib (2 avril 2022) :
- genre Chepuvelia China, 1963
  - Chepuvelia usingeri China, 1963 - Sud du Chili
- genre Macrovelia Uhler, 1872
  - Macrovelia hornii Uhler, 1872 - Ouest des États-Unis et Mexique
- genre Oravelia Drake & Chapman, 1963
  - Oravelia pege Drake & Chapman, 1963 - Californie
- genre † Daniavelia Andersen, 1998
  - † Daniavelia morsensis Andersen, 1998 - Nord du Danemark, Formation de Fur, transition Paléocene-Éocene, 55-54 Ma.